# Nepenthes ampullaria
Nepenthes ampullaria (/n[invalid input: 'ɨ']ˈpɛnθiːz ˌæmpʊˈlɛəriə/; Latin: ampulla "bình") là một loài nắp ấm nhiệt đới rất đặc biệt và phổ biến rộng rãi, hiện tại ở Borneo, các quần đảo Maluku, New Guinea, bán đảo Malaysia, Singapore, Sumatra, và Thái Lan.